# Петряево (Башкортостан)
Петряево (баш. Петряев) — село в Чишминском районе Республики Башкортостан Российской Федерации. Входит в состав Ибрагимовского сельсовета.

## География

### Географическое положение
Расстояние до:
- районного центра (Чишмы): 36 км,
- центра сельсовета (Ибрагимово): 6 км,
- ближайшей ж/д станции (Чишмы): 36 км.

## Население
| 2002 | 2009 | 2010 |
| ---- | ---- | ---- |
| 272  | ↗284 | ↘255 |

Национальный состав
Согласно переписи 2002 года, преобладающая национальность — эрзяне (мордва (78 %).